# Jörg Lehne
Jörg Lehne (* 6. Mai 1936 in Berlin; † 23. Juli 1969 an den Grandes Jorasses) war ein deutscher Bergsteiger.

## Biografie
Der in Berlin geborene und in Rosenheim aufgewachsene Jörg Lehne besuchte die Oberrealschule und absolvierte eine Ausbildung zum Schriftsetzer. Danach besuchte er die Ingenieursschule und arbeitete zuletzt als Direktionsassistent eines grafischen Großbetriebes in Stuttgart. 
Nachdem er bereits als Kind viel geklettert war, begann er 1950 mit dem Bergsteigen und schloss sich 1954 mit Siegfried Löw zu einer der erfolgreichsten Seilschaften der Alpen zusammen. Sie unternahmen anspruchsvolle Felsfahrten unter anderem im Kaisergebirge, in der Mont-Blanc-Gruppe und den Dolomiten. Dabei gelang ihnen 1958, zusammen mit Dietrich Hasse und Lothar Brandler, die Erstbegehung der direkten Nordwand der Großen Zinne (2999 m). 1959 gelang den beiden zudem die erste Winterbegehung der Rotwand (2806 m) über den Hermann-Buhl-Gedächtnisweg (VIII/VI A2). Im Jahr 1959 folgte die erste Winterbegehung der „Direkten Ostwand“ der Fleischbank (2187 m). Im Februar 1960 unternahm er mit Löw und Brandler einen erfolglosen Winter-Erstbegehungsversuch der Eiger-Nordwand (3967 m).
Als Teilnehmer der Herrligkoffer-Expedition zur Diamirflanke des Nanga Parbat 1961, spielte Lehne die Schlüsselrolle bei der Überwindung einer Plattenwand auf knapp 6000 m Höhe. Der Aufstieg zum Gipfel scheiterte jedoch auf 7150 m aufgrund hüfthohen Neuschnees. Im Februar/März 1966 war er als Leiter einer deutschen Seilschaft, bei der Erstbegehung der Gipfelfalllinie der Eiger-Nordwand beteiligt. Dabei hatte sich die deutsche Seilschaft mit einer britisch-amerikanischen zusammengeschlossen, nachdem der Leiter dieser Seilschaft tödlich verunglückt war. In Gedenken nannten sie ihre Route deshalb John Harlin-Direttissima.
Ende Juli 1969 starb Lehne beim Biwakieren am Walkerpfeiler der Grandes Jorasses (4208 m) durch Steinschlag, sein Kletterpartner Karl Golikow erlitt eine Oberschenkelfraktur. Lehne hinterließ eine Frau und zwei Kinder.

## Gedenken
Im August 1969 wurde er auf dem Friedhof Rosenheim zu Grabe getragen.
1971 benannte Herrligkoffer eine Tour zum Rakaposhi Jörg Lehne-Gedächtnis-Expedition. Im Klettergebiet Nördlicher Frankenjura gibt es eine Kletterroute namens Jörg Lehne Gedenkweg.

## Bekannte Besteigungen
- Totenkirchl im Kaisergebirge, Westwand 1950
- Fleischbank im Kaisergebirge, Südostverschneidung 1951
- Aiguille Noire de Peuterey in der Mont-Blanc-Gruppe, Westwand 1955
- Grand Capucin in der Mont-Blanc-Gruppe, Ostwand, 5. Begehung 1955
- Piz Badile in den Bergeller Alpen, Nordostwand, 1956
- Aiguille du Dru in der Mont-Blanc-Gruppe, Westwand, 5. Begehung 1956
- Fieberhorn im Tennengebirge, Südwestkante, 1956
- Marmolata in den Dolomiten, Südwestwand, 1956
- Jungfrau in den Berner Alpen, Südwand, 5. Begeher 1957
- Tofana in der Fanesgruppe, Pilastro, 1957
- Cima su Alto in den Dolomiten, Livanos-Verschneidung, 11. Begehung 1957
- Watzmann in den Berchtesgadener Alpen, Südwand, 1957
- Däumling im Dachsteingebirge, Ostkante, Winter-Erstbegeher 1957/1958
- Große Zinne in den Sextener Dolomiten, Nordwand, Erstbegeher 1958
- Rotwand in der Rosengartengruppe, Südwestwand, Winter-Erstbegeher 1958/1959
- Fleischbank im Kaisergebirge, Ostwand, Winter-Erstbegeher 1959
- Westliche Zinne in den Sextener Dolomiten, Franzosenführe, 1959
- Vordere Karlspitze im Kaisergebirge, Lehnepfeiler der Südwestwand, Erstbegeher 1960
- Fleischbank im Kaisergebirge, Schmuck-Kamin, 2. Begeher 1960
- Laliderer Spitze in der Hinterautal-Vomper-Kette, Nordwand, 1961
- Eiger-Nordwand in den Berner Alpen, Gipfelfalllinie, Erstbegeher 1966
- Schwarze Wand im Wettersteingebirge, Erstbegeher 1967